# Đ
Đ, đはDにストローク符号を付した文字で、クロアチア語、サーミ語、ベトナム語、ジャライ語等で使われる。アイスランド語やフェロー語で使われる「Ð」やエウェ語の「Ɖ」は別の文字である。

## 各言語での役割

### ベトナム語
đê（デー）またはđờ（ドー）と呼ばれる。音価は歯茎入破音[ɗ]または[ʔd]（有声歯茎破裂音[d]も自由異音）。カタカナでは普通、ダ行に転写する（ストロークの無いDは、/z/ザ行、南部では/j/ヤ行）。ベトナム語アルファベットの第7字母でDとEの間に位置する。

### クロアチア語
đe（ジェ）と呼ばれる。音価は有声歯茎硬口蓋破擦音[dʑ]。19世紀にガイ式ラテン・アルファベットに追加された。セルビア語のキリル文字ではЂと表記される。カタカナではジャ行音またはチャ行音に転写する。クロアチア語アルファベットの第8字母でDŽとEの間に位置する。

### サーミ語
音価は有声歯摩擦音 [ð]。サーミ語アルファベットの第9字母でDとEの間に位置する。

### ジャライ語
音価は[ʔd]。ジャライ語アルファベットの第8字母でDとEの間に位置する。

## Đに関わる諸事項
手書き文書などで、大文字のDの縦線部分に小さな横線を重ねて書くことがある。これは本稿におけるĐではなく、DをOや0などの似た文字との区別をしやすくするためのものである。

## 文字コード
| 大文字 | Unicode | JIS X 0213 | 文字参照       | 小文字 | Unicode | JIS X 0213 | 文字参照       | 備考 |
| ------ | ------- | ---------- | -------------- | ------ | ------- | ---------- | -------------- | ---- |
| Đ      | U+0110  | 1-9-39     | &#x110; &#272; | đ      | U+0111  | 1-10-48    | &#x111; &#273; |      |